# NTTビジネスソリューションズ
NTTビジネスソリューションズ株式会社は、NTT西日本の100%出資子会社で、NTT西日本の地域会社及びその子会社を統合した会社。法人格としては株式会社NTT西日本-東海を継承している。
主に、NTT西日本のビジネスユーザに対する情報通信システムの提案、構築、サポート等業務を事業とする。

## 概要
2013年10月1日、ICT利活用に対するニーズ拡大が見込まれる中小企業を含むビジネス市場での営業力を強化する観点から、「NTTビジネスソリューションズ株式会社」として営業を開始した。
NTT西日本の地域会社であったNTT西日本-関西、NTT西日本-みやこ、NTT西日本-兵庫、NTT西日本-東海、NTT西日本-北陸、NTT西日本-中国、NTT西日本-四国、NTT西日本-九州の8社と、地域会社の子会社であったNTT西日本-中国アイティメイト、NTT西日本-四国アイティメイト、NTT西日本-九州アイティメイト、NTT西日本-関西アイティメイト、NTT西日本-北陸アイティメイトの6社の計14社が、NTT西日本-東海を存続会社として合併するとともに、NTTビジネスソリューションズ株式会社へ商号変更し、登記上の本店も名古屋市からNTT西日本本社が所在する大阪市に移転した。
なお14社のビジネスユーザー向けの情報通信システムの提案、構築、サポート等の業務以外はNTTマーケティングアクト、NTTフィールドテクノ、NTTネオメイト、NTTビジネスアソシエ西日本の各社に承継された。

## 不祥事

### 個人情報流出
2023年10月17日、コールセンターシステムの運用保守に従事していた元派遣社員が約900万件の顧客情報を不正流出させたと発表した。流出した顧客情報には81件のクレジットカード情報が含まれていた。コールセンターは別のNTT西系列のNTTマーケティングアクトProCXが運営し、利用していた企業や自治体とみられる59の組織が被害にあった。不正流出は、2013年7月ごろから2023年1月ごろにかけて起きていたことが確認された。2022年4月、情報流出を疑った顧客の依頼を受け、2社で社内調査をしたが見逃していた。2023年7月に警察による不正競争防止法違反容疑での捜査を受け、改めて調査する中で初めて不正流出が判明した。社内調査に対し元派遣社員は、名簿業者に情報を渡したと説明した。
2024年1月31日、岡山県警察は不正競争防止法違反（営業秘密の領得、開示）の疑いで元派遣社員を逮捕した。2月21日に岡山地検津山支部が同法違反の罪で起訴した。7月11日、岡山地裁津山支部は懲役3年、執行猶予4年、罰金100万円の有罪判決を言い渡した。